# 자이르
자이르 공화국(프랑스어: République du Zaïre 레퓌블리크 뒤 자이르[*]), 약칭 자이르(프랑스어: Zaïre)는 1971년 10월 27일부터 1997년 5월 16일까지 26년간 사용되었던 콩고 민주 공화국의 옛 이름이다.
1971년 10월 27일 콩고 민주 공화국의 대통령을 역임하고 있던 모부투 세세 세코가 국호를 자이르로 바꾸었다. 자이르라는 이름은 콩고강의 포르투갈어 이름인 자이르 강에서 유래된 이름이다. 제1차 콩고 내전이 종식된 1997년 5월 17일에 반모부투 계열 반군 수장인 로랑데지레 카빌라가 킨샤사를 장악하고 콩고 민주 공화국(프랑스어: République démocratique du Congo)으로 국호를 환원하면서 자이르는 폐지되었다.

## 같이 보기
- 콩고 민주 공화국 비밀정보국
- 디디에 예툼바 롱질라